# 알레샨드리 기마랑이스
알레샨드리 엔히키 보르지스 기마랑이스(포르투갈어: Alexandre Henrique Borges Guimarães, 1959년 11월 7일, 알라고아스 주 마세이오 ~)는 코스타리카의 축구 감독이자 전직 선수로, 현역 시절 미드필더였다.
브라질 출신으로 브라질에서 유년 시절을 보낸 기마라예스는 1990년 월드컵에 코스타리카 국가대표팀 일원으로 참가했고, 2002년과 2006년 대회에는 감독으로 참가했다. 그는 아랍에미리트의 알 와슬, 중국의 톈진 테다, 그리고 코스타리카의 사프리사에서 큰 성공을 거두었다. 그의 아들 셀소 보르헤스는 현재 알라후엘렌세 선수로 활약하고 있다.

## 클럽 경력
브라질 동북부 알라고아스 주 마세이오 출신인 기마랑이스는 1971년에 12세의 나이에 코스타리카로 이민했고, 1980년에 코스타리카 시민권을 취득했다. 그는 아스투리아스에서 농구를 하다가 축구 선수가 되었고, 기마랑이스는 2부 리그의 두르파넬 산 블라스에서 신고식을 치러 16골로 리그 득점왕에 올랐다. 이후 그는 1부 리그의 푼타레나스, 사프리사, 그리고 투리알바에서 활약했다.
그는 1982년, 1988년, 그리고 1989년에 사프리사 소속으로 3번 우승을 거두었고, 377번의 경기에 출전해 95골을 넣었다.

## 국가대표팀 경력
기마랑이스는 1985년 3월, 캐나다를 상대로 첫 코스타리카 국가대표팀 경기를 치렀고, 총 15번의 경기에 출전해 2골을 기록했다. 그는 자국을 대표로 5번의 월드컵 예선전 경기에 출전했고, 1990년 월드컵에서 3경기에 출전했다.
그의 마지막 국가대표팀 경기는 체코슬로바키아와의 월드컵 16강전 경기였다.

### 국가대표팀 득점 목록
아래의 점수에서 왼쪽의 점수가 코스타리카의 점수이다.
| # | 날짜           | 경기장                                                | 상대     | 점수 | 결과 | 대회                 |
| - | -------------- | ----------------------------------------------------- | -------- | ---- | ---- | -------------------- |
| 1 | 1985년 9월 8일 | 온두라스 테구시갈파 티부르시오 카리아스 안디노 경기장 | 온두라스 | 1–1  | 1–3  | 1986년 월드컵 예선전 |
| 2 | 1989년 2월 7일 | 코스타리카 산호세 코스타리카 국립 경기장              | 폴란드   | 1–1  | 2–4  | 친선경기             |

## 감독 경력
현역 은퇴 후, 그는 코스타리카 역사상 가장 성공적인 감독으로 발돋움했다. 그는 벨렌에서 지도자의 길에 입문했고, 1996년 여름에 에레디아노의 감독으로 취임했으며, 두 구단에서 모두 호성적을 거두었다. 이후, 그는 사프리사의 감독으로 취임해 수 년 동안 동행하며 3번 국내 리그를 우승했다. 그가 마지막으로 맡은 코스타리카 구단은 카르타히네스였고, 2003년 6월에 맡았지만, 이 임기는 실패였고, 2003년 11월에 해임되었는데, 카르타히네스는 2부 리그 강등 근처까지 갔고, 고액 급여를 받는 선수들로 인해 재정난이 닥쳐 제 기량을 내지 못했다. 그는 해외 무대로 나가 과테말라의 코무니카시오네스, 멕시코의 이라푸아토와 도라도 데 시날로아를 지도했다.
그는 코스타리카 국가대표팀 감독으로 소기 성과를 냈는데, 2002년 월드컵에서 완벽에 가까운 본선행을 일구어냈다. 조별 리그를 넘지 못하면서, 기마랑이스 감독이 국가대표팀 감독에서 물러섰다. 그는 이후 국가대표팀 감독직을 1번 더 맡았지만, 훨씬 더 선수단이 약화된 상태였다. 이에도 불구하고 코스타리카는 2006년 월드컵 본선행에 성공했지만, 대회 본선에서 초라한 성적을 거두면서 다시 사퇴했다.
2006년 11월 7일, 기마랑이스는 47번째 생일날에 파나마 국가대표팀 감독으로 취임했지만, 2008년 6월에 해임되었다. 2009년 4월, 그는 중동으로 둥지를 옮겨 아랍에미리트의 알 와슬에서 2009-10 시즌에 도전장을 내밀었다. 그는 알 와슬을 이끌고 카타르 스포츠단을 이겨 걸프 클럽 선수권을 우승했는데, 이 우승은 알 와슬이 거둔 첫 우승이었다. 이후, 그는 2010년에 알 다프라로 이적했다. 2011년 5월, 그는 사프리사와 1년 계약을 맺어 복귀했다.
2012년 6월 1일, 중국 슈퍼 리그의 톈진 테다가 해임된 요시프 쿠제의 후임 감독으로 기마랑이스가 취임했다고 발표했고, 1년차를 꼴찌에서 선두 근처까지 순위가 상승하는 훌륭한 성적으로 마무리했다. 2년차를 앞두고, 구단은 2000년대 중반 재정 문제로 승점 6점 삭감의 징계를 받았지만, 안정적으로 잔류권 성적을 거두었다. 기마랑이스는 이후 계약을 연장하지 않고 떠났다.
2016년 4월 19일, 인도 슈퍼리그의 뭄바이 시티가 프랑스 전 국가대표 니콜라 아넬카의 후임 감독으로 기마랑이스를 선임했다. 그는 2018년 8월에 뭄바이를 떠났다.
2019년 6월 17일, 그는 아메리카 데 칼리의 감독으로 취임했다. 그의 취임 원년, 아메리카 데 칼리는 2019년 12월 7일에 통산 14번째 콜롬비아 리그를 우승했다. 결선은 후니오르 데 바랑키야와의 1·2차전 경기였다. 1차전 경기는 바랑키야에서 0-0으로 끝났다. 2차전은 안방 칼리에서 열렸고, 아메리카가 2-0으로 이겼다.

## 사생활
그는 의사인 루이스 지 소자 보르지스와 마리아 알리시 기마랑이스의 4남매 중 하나였다. 그는 리나 모라를 배우자로 맞이하여 슬하에 마우로와 셀소 두 자식을 두었고, 셀소는 코스타리카 국가대표팀에서도 활약했는데, 2022년에 코스타리카의 알라후엘렌세에서 활약했다.